# Liste der Kulturdenkmale in Kleinschwabhausen
In der Liste der Kulturdenkmale in Kleinschwabhausen sind alle Kulturdenkmale der thüringischen Gemeinde Kleinschwabhausen (Landkreis Weimarer Land) und ihrer Ortsteile aufgelistet (Stand: 26. April 2012).

## Kleinschwabhausen
Einzeldenkmale
| Bild                           | Bezeichnung                                   | Lage             | Datierung | Beschreibung | ID |
| ------------------------------ | --------------------------------------------- | ---------------- | --------- | ------------ | -- |
| weitere Bilder Fotos hochladen | Kirche                                        | (Karte)          |           |              |    |
| Fotos hochladen                | Gedenkstätte für acht unbekannte KZ-Häftlinge | Friedhof (Karte) |           |              |    |

## Quelle
- Denkmalliste Landkreis Weimarer Land. (PDF; 929 kB) weimarerland.de